# Zoran Filipović
Zoran Filipović (in serbo Зоран Филиповић?; Titograd, 6 febbraio 1953) è un allenatore di calcio ed ex calciatore montenegrino e precedentemente jugoslavo, fino alla definitiva conclusione dell'esperienza federativa della Jugoslavia avvenuta nel 2003, nonché serbo-montenegrino, fino alla scissione della Serbia e Montenegro in due stati indipendenti occorsa nel 2006, di ruolo attaccante.
Dal 2007 al 2010 è stato il CT della nazionale montenegrina; mentre dal 2020 al 2021 è stato allenatore della Libia.

## Palmarès

### Giocatore

#### Club
- Campionato jugoslavo: 3

Stella Rossa: 1972-1973, 1976-1977, 1979-1980
- Coppa di Jugoslavia: 1

Stella Rossa: 1970-1971
- Campionato portoghese: 2

Benfica: 1982-1983, 1983-1984
- Coppa di Portogallo: 1

Benfica: 1982-1983

#### Individuale
- Capocannoniere della Prva Liga: 1

1976-1977 (21 gol)
- Capocannoniere della Coppa UEFA: 1

1982-1983 (8 gol)

### Allenatore
- Coppa di Serbia e Montenegro: 1

Stella Rossa: 2001-2002